# Rettlkirchspitze
Il Rettlkirchspitze (2.475 m s.l.m.) è la montagna più alta dei Tauri di Wölz e di Rottenmann nelle Alpi dei Tauri orientali. Si trova in Stiria a nord di Sankt Peter am Kammersberg.